# Coffea canephora
Coffea canephora là một loài thực vật có hoa trong họ Thiến thảo. Loài này được Pierre ex A.Froehner mô tả khoa học đầu tiên vào năm 1897.

## Hình ảnh

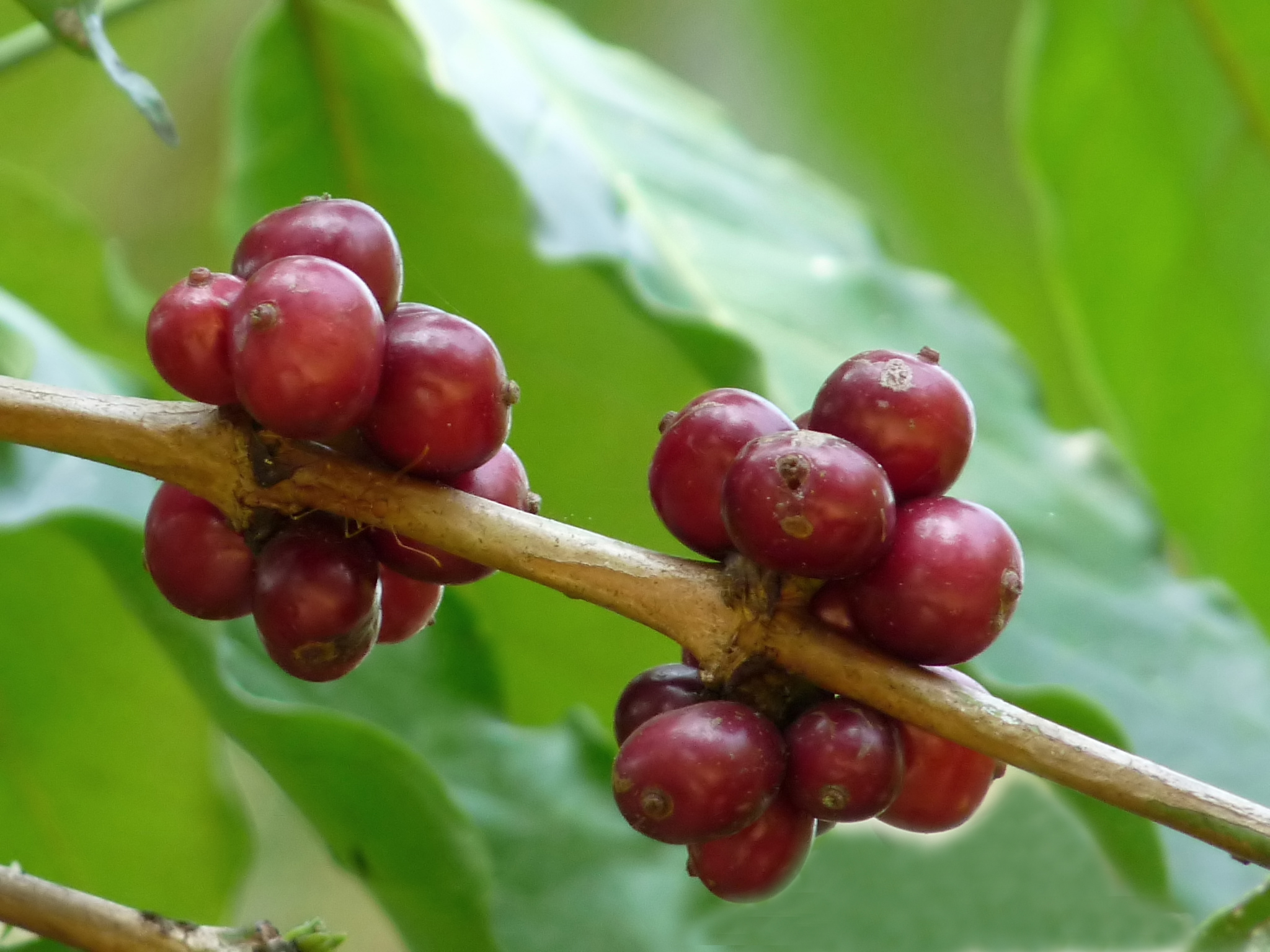
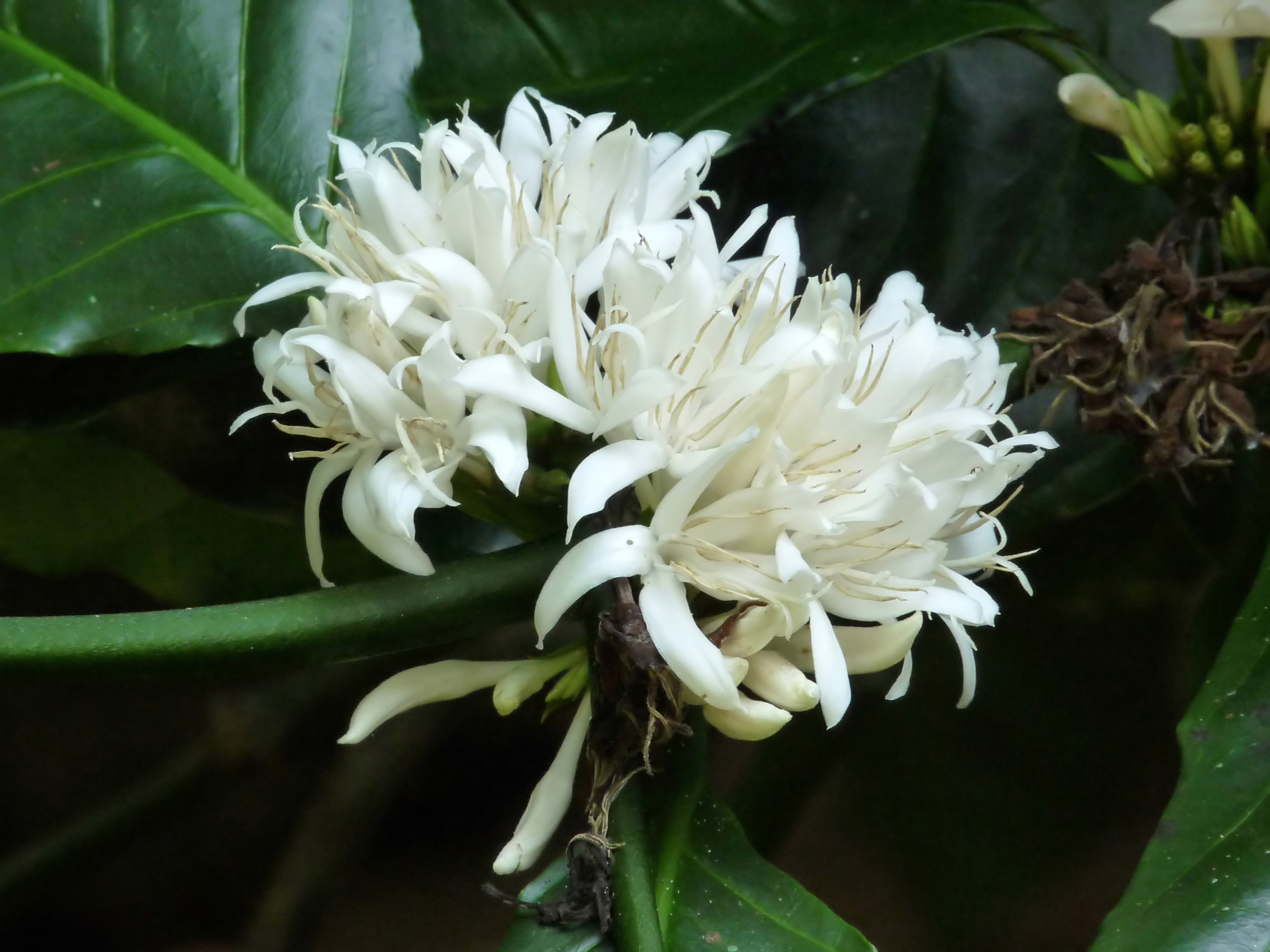
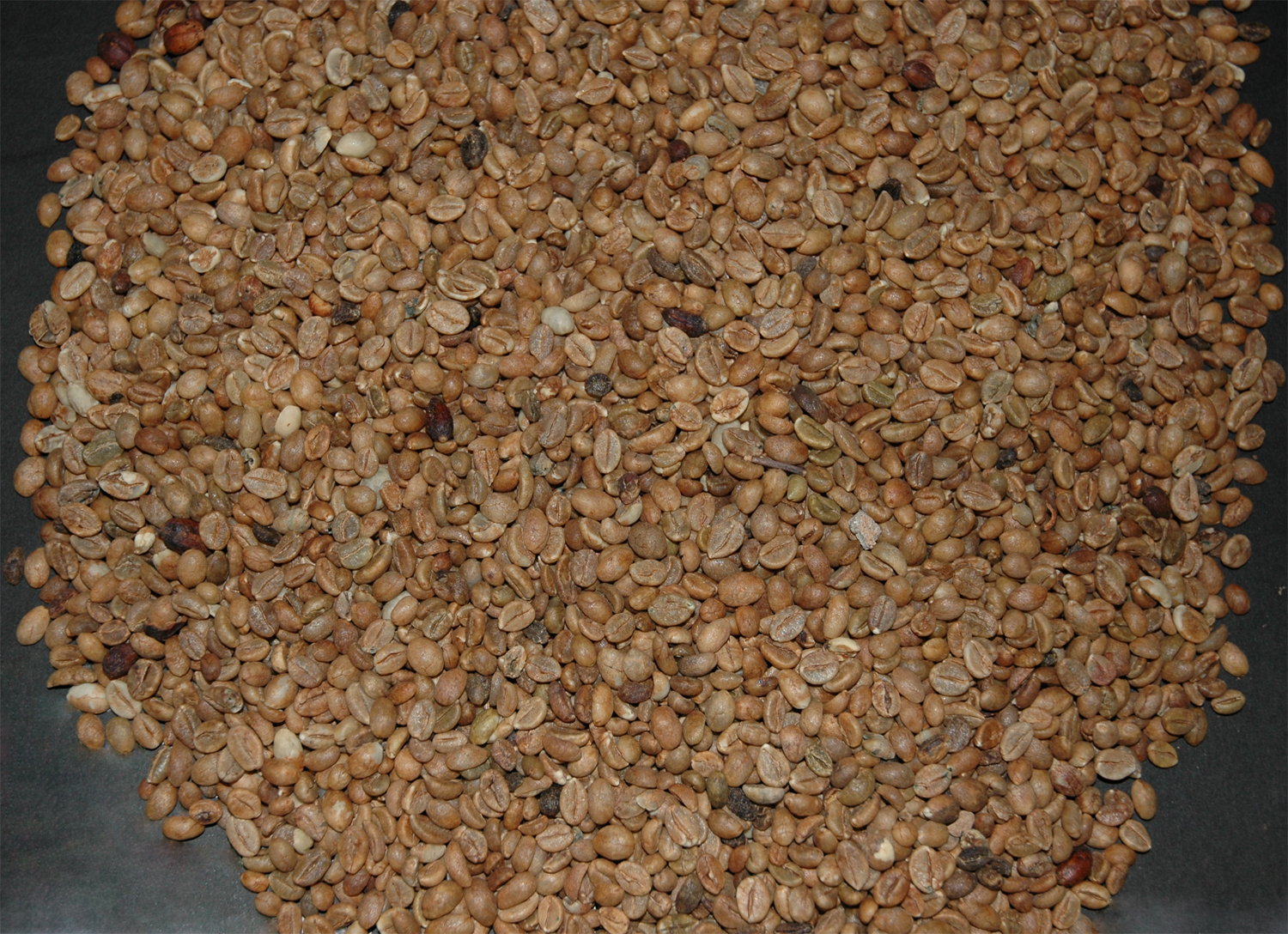
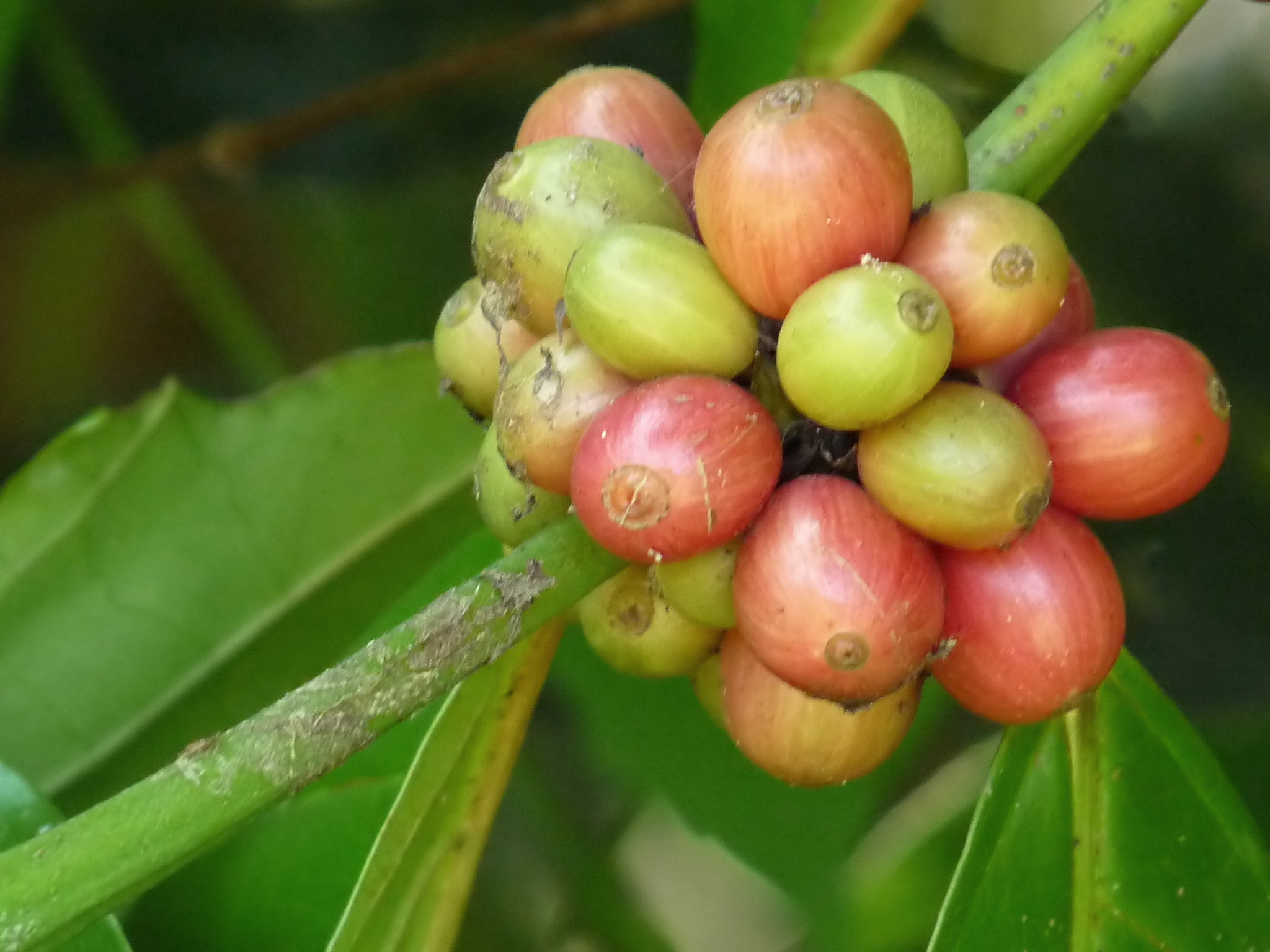